# DHL Ecuador
DHL Ecuador (TransAm) Ltda. is een Ecuadoriaanse vrachtluchtvaartmaatschappij. De maatschappij is een dochteronderneming van het Panamese DHL Aero Expreso en volledig eigendom van Deutsche Post. DHL Ecuador heeft haar hub op de luchthaven van Guayaquil.

## Geschiedenis
DHL Ecuador werd opgericht in 1991 om vrachtvluchten vanuit en naar Ecuador uit te voeren voor DHL.

## Vloot

### Huidige vloot

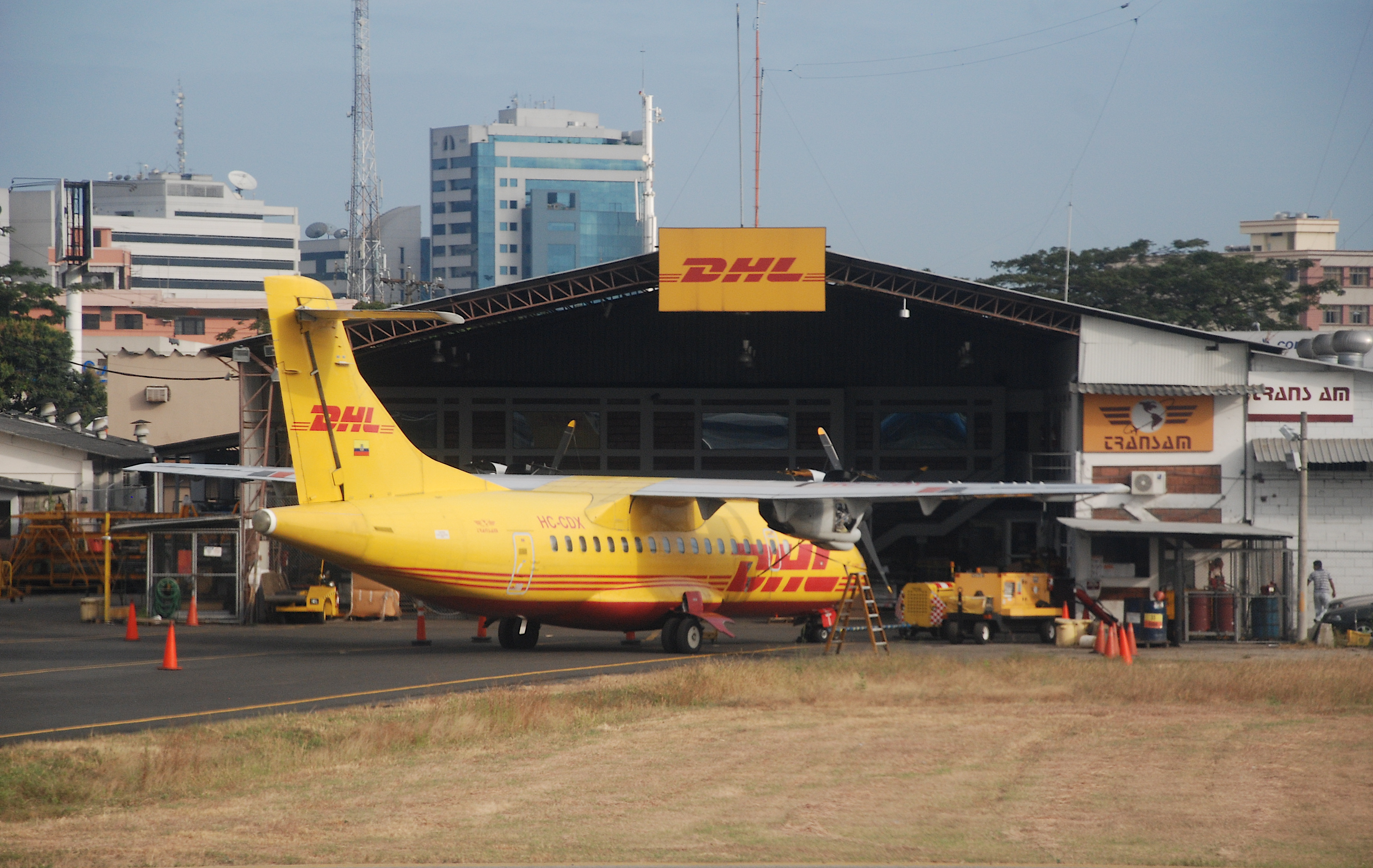
De ATR 42-320F op de luchthaven van Guayaquil

De vloot van DHL Ecuador bestaat uit de volgende toestellen (augustus 2024):
| Type        | In dienst | Orders | Opmerkingen |
| ----------- | --------- | ------ | ----------- |
| ATR 42-320F | 1         | —      | reg. HC-CDX |
| Totaal      | 1         | —      |             |

### Voormalige vloot
De vloot van DHL Ecuador bestond ook uit de volgende toestellen:
| Type                | Aantal | In dienst | Uitgefaseerd | Opmerkingen     |
| ------------------- | ------ | --------- | ------------ | --------------- |
| Dassault Falcon 20  | 2      | 1996      | 2003         | HC-BUP & HC-BSS |
| Fairchild Metro III | 1      | 1991      | 1994         | HC-BQR          |

## Bestemmingen
DHL Ecuador biedt vrachtvluchten aan naar de volgende bestemmingen (augustus 2024):
| Land    | Stad        | Luchthaven                                      | Opmerkingen |
| ------- | ----------- | ----------------------------------------------- | ----------- |
| Ecuador | Guayaquil   | Aeropuerto Internacional José Joaquín de Olmedo | hub         |
| Ecuador | Quito       | Aeropuerto Internacional Mariscal Sucre         |             |
| Panama  | Panama-Stad | Internationale luchthaven Tocumen               |             |